# Ebony & Ivory (鈴木雅之のアルバム)
『Ebony & Ivory』（エボニー・アンド・アイヴォリー）は、2005年4月20日に発売された鈴木雅之の11枚目のソロアルバム。

## 解説
シャネルズのデビューから25年という節目のアルバム。通算16枚目のソロアルバムになる今作は、四半世紀にわたり「LOVE SONG」を届けるヴォーカリスト鈴木雅之だから歌うことの出来るヴィンテージ感をコンセプトに制作。先行シングル「君を抱いて眠りたい」、「その愛のもとに (With Your Love)」のほか、Charによる楽曲提供曲、ゴスペラーズ安岡・黒沢コンビ曲、さらに村上提供曲、さらには角松敏生書き下ろしによる「ロンリーチャップリン」以来18年ぶりとなる鈴木聖美とのデュエット曲、さらには井上大輔の遺作をグループ時代のメンバー桑野信義・佐藤善雄をゲストに迎えレコーディングするなど、アニヴァーサリー感と現役感を兼備し、後世に引き継がれる普遍的な作品となった。4作目の映像作品となるライブDVD『Masayuki Suzuki 〜taste of martini tour 2004〜 Shh...cret Love Tour』も同時リリースされた。
初回仕様は三方背BOX仕様。また、初回封入はコンサートツアー先行予約案内書となっている。
本作を携えた全国ツアー「Masayuki Suzuki Concert 〜taste of martini 2005〜 "Ebony & Ivory Sweets 25"」が同年6月8日から18公演で開催され、7月10日に神奈川県民ホールで行われたコンサートの模様を収録したライブDVD『Masayuki Suzuki taste of martini tour 2005 Ebony & Ivory Sweets 25』として2006年4月にリリースされた。

## 収録曲
| #         | タイトル                                            | 作詞                                   | 作曲                                   | 編曲       | 時間  |
| --------- | --------------------------------------------------- | -------------------------------------- | -------------------------------------- | ---------- | ----- |
| 1.        | 「Prologue〜君を抱いて眠りたい〜」                  | 松井五郎                               | UZA                                    | 橘哲夫     | 0:45  |
| 2.        | 「その愛のもとに (With Your Love)」(プロミスTVCF曲) | 安岡優                                 | 黒沢薫, 妹尾武                         | 中野雅仁   | 4:08  |
| 3.        | 「明日〜Find our way〜」                            | 西尾佐栄子                             | 中崎英也                               | 中崎英也   | 5:07  |
| 4.        | 「涙」(ヤンマーボートCF曲)                          | ハマモトヒロユキ                       | ハマモトヒロユキ                       | 村山晋一郎 | 5:05  |
| 5.        | 「Ebony & Ivory」                                   | 松井五郎                               | 村上てつや, 妹尾武                     | K-Muto     | 5:42  |
| 6.        | 「最後のレビュー」(Duet with 鈴木聖美)              | 角松敏生                               | 角松敏生                               | 角松敏生   | 4:50  |
| 7.        | 「夢追い人」                                        | 大下きつま                             | 松尾清憲                               | 大野宏明   | 4:48  |
| 8.        | 「Body TALK」                                       | 松井五郎                               | Char                                   | 有賀啓雄   | 4:19  |
| 9.        | 「Unforgettable」                                   | 松井五郎                               | 鈴木雅之                               | 大野宏明   | 4:25  |
| 10.       | 「Stand By Me」                                     | Ben E.King, Jelly Leiber, Mike Stoller | Ben E.King, Jelly Leiber, Mike Stoller | 大野宏明   | 3:04  |
| 11.       | 「Passage of Time」                                 | 松井五郎                               | 井上大輔                               | 大野宏明   | 5:03  |
| 12.       | 「君を抱いて眠りたい」(ラブルネッサンスTVCF曲)      | 松井五郎                               | UZA                                    | 大野宏明   | 5:54  |
| 合計時間: | 合計時間:                                           | 合計時間:                              | 合計時間:                              | 合計時間:  | 53:10 |